# Санта-Барбара (Калифорния)
Са́нта-Ба́рбара (англ. Santa Barbara) — город в одноимённом округе в штате Калифорния (США).

## История

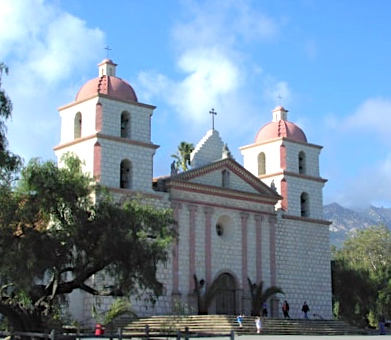
Здание миссии Святой Варвары

Первое поселение на месте современного города было основано 4 декабря 1786 года как миссия испанских францисканцев и получило название в честь Святой Великомученицы Варвары.

## География
Санта-Барбара расположена приблизительно в 140 км к северо-западу от Лос-Анджелеса на берегу Тихого океана. С севера город окружает хребет Санта-Инез, некоторые пики которого превышают высоту 1000 метров над уровнем моря, защищая поселение от континентальных ветров.
Санта-Барбара находится в зоне сейсмической неустойчивости, периодически происходят колебания земной коры. Так, 29 июня 1925 года в результате сильного землетрясения практически все здания города были разрушены.
Площадь города составляет около 107 км².

## Население
Согласно переписи 2014 года население составило 90 385 человек, из которых около 74 % — белые. Более трети (примерно 35 %) жителей являются испаноязычными. Также около трети — несовершеннолетние (до 21 года по законам США).
Плотность населения составляет 830 чел./км².

## Климат
Климат в городе субтропический средиземноморский, поэтому побережье округа Санта-Барбара часто называют Американская Ривьера по аналогии с Лазурным Берегом. Горы защищают город от континентальных ветров, поэтому господствуют тихоокеанские воздушные массы, исключающие холода зимой и сильную жару летом.
Самый холодный месяц года — январь (11,1°C), самый тёплый — август (19,3 °C). Среднегодовая температура — 15,1 °C. Среднегодовое количество осадков — 413 мм, из них на май-октябрь приходится всего лишь 33 мм. Осадки выпадают в основном в тёмное время суток в виде кратковременных дождей. Снег бывает очень редко, не каждый год, и быстро тает.
Температура воды в течение года колеблется в диапазоне 16-18,5 °C, на мелководьях выше.
В декабре 2017 года в результате засухи и ураганов город подвергся лесным пожарам, тысячи людей были эвакуированы.

## Образование
В городе находится несколько университетов, в том числе Калифорнийский университет в Санта-Барбаре (UCSB).

## Жизнь города
Главой города является мэр. Также в городе расположены учреждения округа.
Мягкий климат привлекает в Санта-Барбару состоятельных людей из Лос-Анджелеса. В окрестностях города находится огромное поместье Майкла Джексона — Неверлэнд. Громкие имена голливудских обитателей влекут сюда и туристов. Ещё более популярным он стал после выхода одноимённого телесериала, в 1990-х показанного и по российскому телевидению.
Несмотря на благоприятные климатические условия, расширению города мешает нехватка питьевой воды.

## Достопримечательности
- Музей естественной истории Санта-Барбары
- Чумашская расписная пещера

## Города-побратимы
- Тоба, Япония, (с 8 марта 1966 года).
- Пуэрто-Вальярта, Мексика, (с 12 июня 1973 года).
- Вэйхай, Китай (с 10 августа 1993 года).
- Котор, Черногория (с 25 августа 2009 года).
- Патры, Греция (с 29 апреля 2010 года).
- Мирафлорес[англ.], Перу (с 14 марта 2023 года).

## В культуре
В этом городе разворачиваются события знаменитой мыльной оперы «Санта-Барбара».
В этом городе происходит действие фильма «Мой любимый марсианин».
В этом городе происходит развязка игры The Last of Us II. В постапокалиптической Санта-Барбаре расположилась группировка бандитов-рабовладельцев The Rattlers.
В городе родилась певица Кэти Перри.